# 温州毛蕨
温州毛蕨（学名：Cyclosorus wenzhouensis）为金星蕨科毛蕨属下的一个种。